# Readmisja (medycyna)
Readmisja – ponowne nieplanowe przyjęcie pacjenta do szpitala z tą samą jednostką chorobową lub powikłaniami po poprzednim leczeniu szpitalnym. Szacuje się, że może odpowiadać za blisko połowę przyjęć do szpitala i za 60% wydatków szpitala.